# Marek Tomaszuk
Marek Tomaszuk (ur. 4 marca 1959 w Białymstoku) – polski artysta fotograf. Członek rzeczywisty i Artysta Fotoklubu Rzeczypospolitej Polskiej (AFRP). Członek Kapituły Fotoklubu RP. Członek Białostockiego Towarzystwa Fotograficznego. Przewodniczący Sądu Koleżeńskiego BTF. Biegły sądowy z zakresu fotografii i prawa autorskiego. Konsultant do spraw współpracy zagranicznej Fotoklubu RP z Litwą w ramach FIAP.

## Życiorys
Marek Tomaszuk (studia - Wyższe Metropolitalne Studium Organistowskie we Wrocławiu) związany z podlaskim oraz mazowieckim środowiskiem fotograficznym, mieszka i pracuje w Białymstoku – z fotografią artystyczną związany od połowy lat 80. XX wieku. Miejsce szczególne w jego twórczości zajmuje fotografia krajobrazowa oraz fotografia krajoznawcza. Marek Tomaszuk jest autorem oraz współautorem kilkudziesięciu wystaw fotograficznych; indywidualnych, zbiorowych, poplenerowych. Jest organizatorem, współorganizatorem krajowych i międzynarodowych plenerów fotograficznych na Podlasiu. Uczestniczy w pracach jury w konkursach fotograficznych.  
W 1998 roku został przyjęty w poczet członków rzeczywistych Fotoklubu Rzeczypospolitej Polskiej Stowarzyszenia Twórców (legitymacja nr 177). Obecnie jest członkiem Kapituły Fotoklubu RP.  
Prace Marka Tomaszuka zaprezentowano w Almanachu (1995–2017), wydanym przez Fotoklub Rzeczypospolitej Polskiej Stowarzyszenie Twórców, w 2017 roku. W 2018 został uhonorowany Medalem „Za Zasługi dla Fotografii Polskiej” – odznaczeniem przyznawanym przez Kapitułę Fotoklubu Rzeczypospolitej Polskiej Stowarzyszenia Twórców – w 100. rocznicę odzyskania przez Polskę niepodległości (1918–2018). 
Marek Tomaszuk pełni funkcję prezesa Zarządu w Biebrzańskim Klubie Płetwonurków Meander w Goniądzu. 

## Odznaczenia
- Medal za ofiarność i odwagę (1995)[23]
- Medal „Za Zasługi dla Fotografii Polskiej” (2018)[24]

## Wybrane wystawy
- Nadwarciańskie Krajobrazy (Kuźnica 2004)
- Natura i Krajobraz – wystawa poplenerowa (Radomsko 2004)
- Natura i krajobraz – wystawa poplenerowa (Uniejów 2005)
- Stadnina koni – prezentacja autorska (2005)
- Podlaski Przełom Bugu – (Siedlce 2005)
- Boże dywany w Spicymierzu (BOK 2006)
- Napoleonów - prezentacja autorska (2006)
- Podlasie – (Jelenia Góra 2006)
- Janów Podlaski – prezentacja autorska (2006)
- Radomsko (2006)
- Podlaski Przełom Bugu - (Siedlce 2006)
- Galeria Zaproszonych (Radom 2009)[11]

Źródło